# 旧横溝家住宅
旧横溝家住宅（きゅうよこみぞけじゅうたく）は、神奈川県横浜市鶴見区獅子ケ谷3丁目にある古民家。幕末から明治時代に建てられ、横浜市指定有形文化財に指定されている。江戸幕府旗本の小田切氏領の上獅子ヶ谷村で名主を務めた横溝氏の屋敷である。現在、横浜市農村生活館みその公園「横溝屋敷」として公園化・公開されている。

## 概要
横浜市鶴見区獅子ケ谷（上獅子ヶ谷村・下獅子ヶ谷村）は旗本の小田切氏と久志本氏がそれぞれ領しており、『新編武蔵風土記稿』によれば、江戸時代初めの慶長年間（1596年-1607年）にこの屋敷にいた小田切光猶、または子の小田切須猶が、江戸に移住するにあたり屋敷を横溝氏に譲ったと伝わる。屋敷背後の殿山は小田切氏の詰城で、獅子ヶ谷城と呼ばれる。
以来横溝氏の屋敷地として現代まで続き、1988年（昭和63年）11月1日に市の文化財に指定された。幕末から明治時代中期にかけて建てられた長屋門、主屋、穀蔵、文庫蔵、蚕小屋が並び、かつての農村の屋敷構えをよく残している。また獅子ヶ谷城など、周囲の山も「獅子ヶ谷市民の森」として整備されハイキングコースになっている。